# Поход руси против Византии (1024)
Поход руси против Византии или Сражение при Лемносе — морской поход русского отряда в Византию в 1024 году.
Поход известен только по сообщению византийского историка Иоанна Скилицы:

«Когда умерла на Руси сестра императора, — а ещё раньше её муж Владимир, то Хрисохир, какой-то сородич умершего, привлёкши к себе 800 человек и посадив их на суда, пришёл в Константинополь, как будто желая поступить на военную службу. Но когда император потребовал, чтобы он сложил оружие и только в таком виде явился на свидание, то он не захотел этого и ушёл через Пропонтиду [Мраморное море].

Прибыв в Абидос и столкнувшись со стратигом [фемы Пропонтида], он легко его одолел и спустился к Лемносу. Здесь [он и его спутники] были обмануты притворными обещаниями, данными начальником флота Кивирреотом и Давидом из Охриды, стратигом Самоса, да Никифором Кавасилой, дукой Солунским, и все были перебиты».
Этот русско-византийский конфликт произошёл примерно в 1024 году. Время набега оценивается исходя из привязки к следующим фактам: конец правления византийского императора Василия II и после смерти великого киевского князя Владимира Святославича, хотя сообщение о смерти его жены Анны после смерти Владимира противоречит древнерусским летописям.
Конфликт не был отражён в древнерусских источниках. Вероятный перевод прозвища военачальника русов Хрисохира — «Золотая рука».